# 海辺の街の約束
『海辺の街の約束』（うみべのまちのやくそく）は2021年公開の小関裕次郎監督の日本映画。成人映画タイトルは『夜の研修生 彼女の秘めごと』。

## 概要
2021年10月8日、ピンク映画として劇場公開。東京研修によって離れ離れになった遠距離恋愛を描く恋愛成人映画。監督の小関裕次郎が初めて脚本を担当。前作『眠れる森のミチコ』で脚本を担当した深澤浩子が今作も共同脚本という形で関わる。またスタッフサイドはピンク映画ベストテン位受賞作の『眠れぬ森のミチコ』から概ね引き継ぎ、逆にキャスティング面では映画初主演となる美谷朱里をはじめ、映画初出演者を主要部分に多数起用。父親役など脇をベテラン陣で固めている。冒頭やクライマックスシーンなど印象的な海辺は九十九里浜、およびその周辺で撮影された。
映画ライター・切通理作は「一見、男性目線で物語が進む中、ヒロインが彼の知らないところで成長する」女性自立の物語だと批評している。
特集上映「OP PICTURES+フェス2021」では2021年11月13日より『海辺の街の約束』のタイトルで上映。R15版は86分となっており、エンディング部分が追加編集されている。
2022年10月、『愛執の指輪 幼なじみとの契り』のタイトルでスターボードよりDVD化。

## あらすじ
海辺の町に住む櫂人と未帆は互いの家を行き来し、親同士も仲を認める幼馴染。缶詰工場の管理を任されていた櫂人は将来を見込まれた研修を受けるために東京は行くことになった。旅立ち前の最後の夜は激しくお互いを求めあう櫂人と未帆。翌朝、二人は海辺を歩きながら将来を語りあい、1日1回の電話など約束を交わした。しかし慣れぬ営業の仕事や人間関係に悩みだす櫂人。未帆も父の病が発覚し、看護と介護で疲弊し、1日1回の電話も守れなくなっていく。やがて櫂人は上司の不倫を目撃したことから横領のぬれぎぬを着せられ、退社に追い込まれる。素直に言い出せない櫂人は故郷に帰ることもできず、すれ違いは進み疎遠になっていく。

## 登場人物
駒井未帆
演 ‐ 美谷朱里
海辺の町に生まれ育った、駒井吉次のひとり娘。櫂人に見張り番として猫のストラップ（金玉のいたずら描き付き）を渡す。小学4年生時に母を亡くしている。劇中で詳細は描かれないが、なんらかの仕事はしている様子。
鈴木櫂人
演 ‐ 市川洋
未帆の彼氏。名前の読みは「カイト」。工場勤務で鯖缶の管理担当であったが社員に昇進。営業部の研修として1年間東京本社に赴くこととなる。優しい性格だが、エミコからは「くだらないプライドが邪魔している」と分析されている。
木下笑子
演 ‐ 竹内有紀
ふら付いていた櫂人に手を差し伸べた通りすがりの恩人。名前の読みは「エミコ」。離婚で部屋に空きが出たため、櫂人に一部屋分を住まいを貸す。酒を持ち歩き、公園飲みに精を出すさばさばした性格の女性で、部屋にトレーニングベンチがあるなどストイックで姉御肌な性格。一方で別れた旦那と浮気相手にいまだ人生を翻弄されている。
野島礼香
演 ‐ 並木塔子
櫂人の務める東京本社の先輩社員。上司と不倫関係にある。破滅思想を持っており、「みんなに言ってバラして終わりにしよう」と櫂人に不倫関係の告知を勧める。
池井戸雅也
演 ‐ 竹本泰志
櫂人の務める東京本社営業部の部長。既婚者。持論は「営業はうまい店を知っていれば何とかなる」。
鈴木三郎
演 ‐ なかみつせいじ
櫂人の父で海辺の町のラーメン屋「味自慢・ラーメン」の店主。月曜火曜定休。コロナ禍で持ち帰りにも対応するが、基本的に閑古鳥が鳴いており、店内で友人の吉次と日々飲んでいる。
鈴木エツ
演 ‐ ほたる
櫂人の母で三郎の妻。ラーメン屋のおかみ。
原田良雄
演 ‐ 安藤ヒロキオ
海辺の町の訪問医。吉次に入院を勧めるが、断られる。
遠藤
演 ‐ 折笠慎也
東京本社の独身営業マン。
営業部の社員
演 ‐ 和田光沙、須藤未悠、鎌田一利、郡司博史
駒井吉次
演 ‐ 森羅万象
未帆の父。娘からはキチジと呼び捨てにされている。妻・ときこに先立たれており、以来、男手一つで娘を育てた。居間には大漁旗が飾られており、かつては漁師だったことが暗喩されている。性格は頑固。
駒井トキ
演 ‐ 里見瑤子
未帆の母。劇中では写真のみの登場。

## スタッフ
- 監督：小関裕次郎
- 脚本：深澤浩子、小関裕次郎
- 撮影監督：創優和
- 録音：山口勉
- 助監督：江尻大
- 音楽：與語一平
- 編集：鷹野朋子
- 整音：大塚学
- スチール：須藤未悠
- 協力：望月元気、小園俊彦
- 仕上げ：東映ラボ・テック
- 制作：鯨屋商店
- 提供・配給：オーピー映画